# 15860 Siráň
(15860) Siráň, denumire internațională (15860) Siran, este un asteroid din centura principală de asteroizi.

## Descriere
15860 Siráň este un asteroid din centura principală de asteroizi. A fost descoperit pe 20 aprilie 1996 la Modra de Adrián Galád și Dušan Kalmančok. Asteroidul prezintă o orbită caracterizată de o semiaxă mare de 2,38 ua, o excentricitate de 0,09 și o înclinație de 7,9° în raport cu ecliptica.